# Турчанинов, Алексей Фёдорович
Алексе́й Фёдорович Васильев, затем Турчани́нов (1704 — 21 марта [1 апреля] 1787, Санкт-Петербург) — крупный уральский солепромышленник и горнозаводчик, обладатель колоссального состояния, дед Павла и Владимира Соломирских.

## Биография
Алексей Васильев был сиротой, которого взял в свой дом уральский солепромышленник Михаил Филиппович Турчанинов, не имевший сыновей. Михаил Филиппович Турчанинов продолжал солеварный бизнес отца, который по легенде, никем не подтверждённой, был пленным турком, привезённым в Соликамск с русско-турецкой войны 1672—1681 годов; его выкупил подьячий местной соликамской приказной избы Аверкий Кирилов и взял приказчиком на солеварню, записав под именем Филиппа Трофимовича. Упоминание о его сыне, Михаиле Филипповиче, появилось в переписной книге Соликамска за 1710 год. В ней указывалось, что на дворе богатого солепромышленника Александра Васильевича Ростовщикова живёт свойственник (т. е зять) Михаил Филиппович Турчанинов (28 лет), жена его (дочь Ростовщикова) Анна Александровна (25 лет), вдовая мать Пелагея Никитична (52 года), братья Денис (25 лет) и Иван (23 года), а также сестра Авдотья (17 лет). Женитьба на дочке крупного промышленника Ростовщикова поставила Михаила Филипповича Турчанинова в число первых людей русской промышленности. Во время Северной войны он занялся ещё и медеплавильным производством. Документально подтверждается, что в Соликамск Алексей Васильев прибыл из Иркутска.
Михаил Филиппович Турчанинов взял к себе сметливого подростка, записав его под именем Алексея Фёдоровича Васильева. Турчанинов сделал его приказчиком и с течением времени возлагал на него всё более ответственные коммерческие поручения: к примеру, посылал его с обозами в Кяхту, торговать с монголами. Алексей оказался прирождённым купцом. Ввиду отсутствия наследников мужского пола состояние Михаила Филипповича после его смерти (ок. 1835 года) досталось дочери, которая вышла замуж за своего приказчика — Алексея Фёдоровича Васильева. Последний при венчании, для целей наследования, принял фамилию жены — Турчанинов.
Благодаря поставкам ко двору высококачественной медной посуды Алексей Фёдорович завоевал расположение императрицы Елизаветы Петровны. В 1757 году, использовав свои связи при дворе, Турчанинов одержал победу в борьбе с семействами Демидовых и Строгановых за контроль над тремя уральскими заводами. Он получил разрешение выкупить у государства в «вечное и потомственное владение» Гумёшевский рудник, Полевской, Северский и Сысертский заводы за 145,5 тысяч рублей. В дальнейшем эти предприятия составили основу Сысертского горнозаводского округа (ранее — Полевской горный округ).

### Предпринимательская деятельность

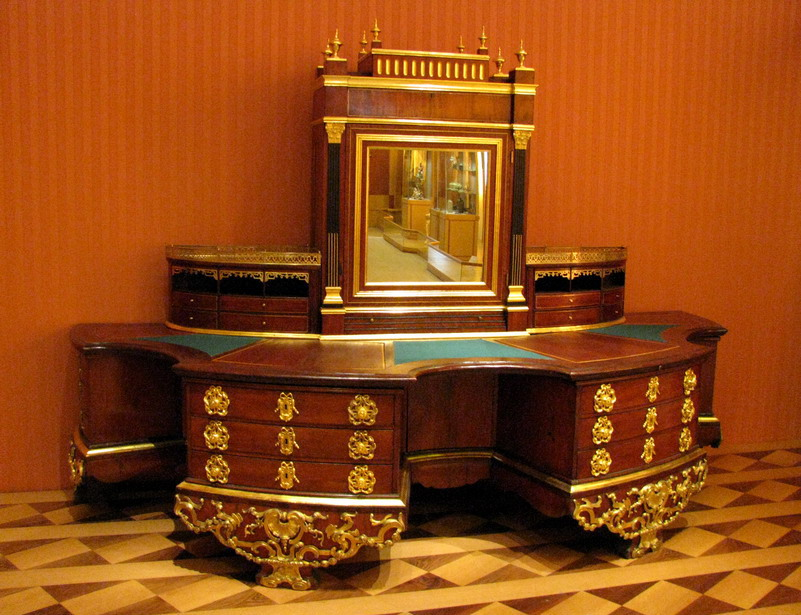
Бюро А. Ф. Турчанинова — Д. П. Соломирского, сер. XVIII века. Музей УОЛЕ

Управляя заводами, проявил себя способным предпринимателем: реорганизовал производство, сделал ставку не только на выпуск металла, но и изделий из него (полосовое и кровельное железо, предметы домашнего обихода и т. д.). Горная комиссия, рассматривавшая в 1766 году состояние заводов, была удовлетворена деятельностью нового владельца. Он не только заводов «не упустил, но ещё и размножил столько, что меди против казённого содержания в последних пред сим годах… более 8 тыс. пудов, а и чугуна немалое число выплавлено».
Турчанинов распорядился бесплатно отпускать жителям строительный лес, жерди, дрова, выделять покосы. Рабочие раз в году имели месячный отпуск с содержанием на всю семью. Бесплатными были лекарства, медицинское обслуживание и обучение в школе. При Троицком и Полевском заводах Турчанинов организовал и содержал школы, позднее ставшие училищами, для жителей заводских посёлков. При Турчанинове в Сысерти появились зоопарк, зимний ботанический сад, минералогический и археологический музеи, научная библиотека.
По указанию Алексея Фёдоровича началась добыча и художественная обработка малахита. Турчанинов сумел сформировать высокий уровень спроса на изделия из этого минерала, в результате чего был создан целый ряд уникальных произведений искусства, а сам предприниматель получил немалый доход.
Турчанинов не оставил и свой соляной промысел в Соликамске. Там была выстроена усадьба, сохранившаяся до наших дней. В 1772 году выкупил соляные промыслы после смерти Г. А. Демидова.

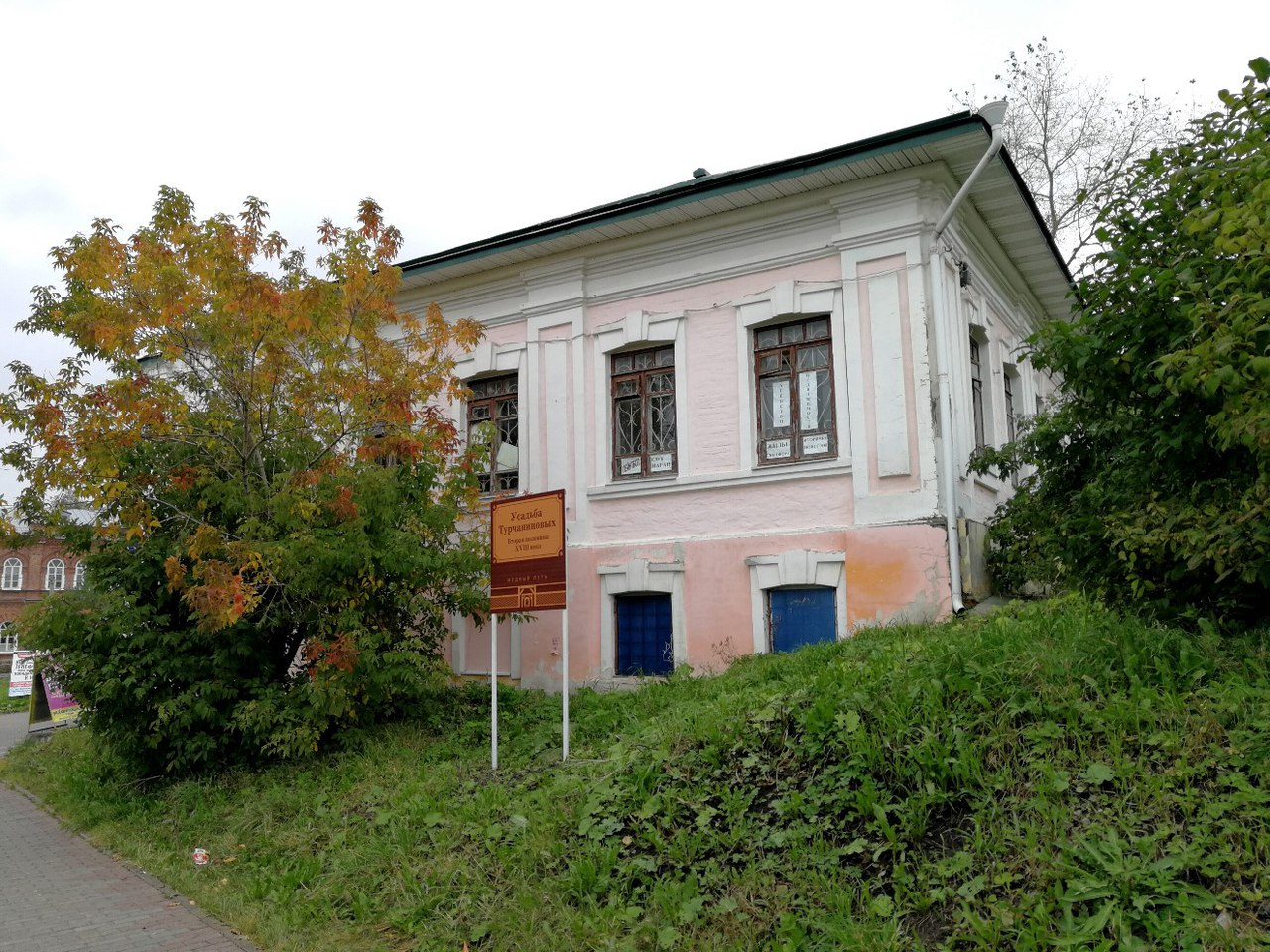
Усадьба Турчаниновых в Соликамске

### Возведение в дворянское достоинство
Во время восстания под предводительством Пугачёва Турчанинов построил вокруг своих заводов укрепления, вооружил мастеровых. Благодаря принятию этих мер, а также личному мужеству (владелец непосредственно руководил обороной заводов), Турчанинову удалось отбить все атаки превосходивших по численности сил восставших и не допустить их на свои уральские предприятия и далее на Екатеринбург. Эта победа имела важное значение в подавлении пугачёвского бунта.
В 1783 году императрица Екатерина II в своей грамоте писала «За такие похвальные и благородные поступки, особенно учинённые в 1773—1774, возвести с рождёнными и впредь рождаемыми детьми его и потомками в дворянское достоинство Российской империи». На гербе нового дворянина изображалась «серебряная цапля, держащая в правой руке камень в знак того, что он бдением своим учинил многие … государству услуги». Вплоть до начала XX века изображение цапли использовалось в качестве клейма продукции металлургических заводов Сысертского округа. В настоящее время турчаниновская цапля изображена на гербе города Сысерть.
Умер 21 марта (1 апреля) 1787 года. Похоронен на Лазаревском кладбище Александро-Невской лавры.

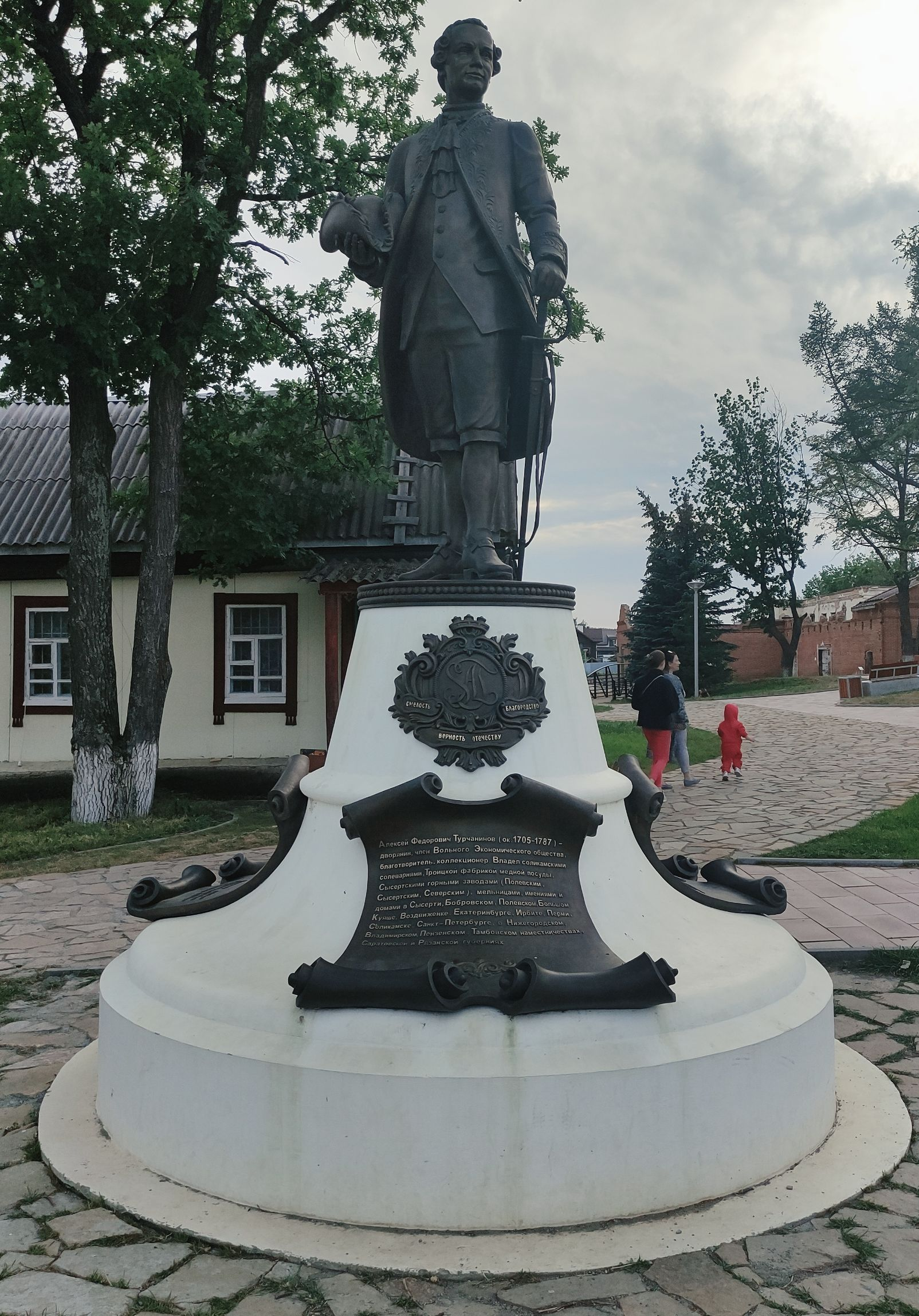
Памятник А. Ф. Турчанинову в Сысерти

## Семья
Первая жена — Феодосья Михайловна Турчанинова.
После смерти Алексея Фёдоровича наследство было поделено на несколько частей между его вдовой (второй женой), Филициатой Стефановной (в девичестве Сушина, 1740—1822) и детьми: тремя сыновьями и пятью дочерями. 
- Алексей Алексеевич (после 1766 — после 1839), первым браком был женат на Александре Степановне Ермолаевой (1775— ?), брак закончился разводом. Была первой русской женщиной-воздухоплавательницей, в мае 1804 года вместе с супругой Гарнерена совершила полет на воздушном шаре над Москвой.
- Пётр Алексеевич (1769—1815)
- Екатерина Алексеевна (1770—?), замужем (с 26 сентября 1787 года)[11] за Александром Фёдоровичем Кокошкиным (ум. 1825), их сыновья — Сергей, генерал от инфантерии, Николай (1792—1873) и Дмитрий (28.03.1801[12]); дочь — Варвара (09.01.1798[13]—1842), была первой женой графа П. А. Клейнмихеля.
- Александр Алексеевич (1772—1796), полковник.
- Наталья Алексеевна (1773—1834), с 1789 года замужем за Николаем Тимофеевичем Колтовским. После смерти отца выкупила права заводовладения у других наследников. От связи с Д. П. Татищевым имела двух внебрачных сыновей, носивших фамилию Соломирские (Павел Дмитриевич и Владимир Дмитриевич). В 1832 году передала свою долю одному из сыновей — Павлу Соломирскому[14]. Соломирские управляли предприятиями до 1912 года, после чего заводы Сысертского округа перешли в собственность британской компании — Акционерного общества Сысертского горного округа.
- Елизавета Алексеевна (1774—1827), замужем за генерал-майором Алексеем Николаевичем Титовым (1769—1827).
- Надежда Алексеевна (1778—1850), с 1794 года замужем за графом М. К. Ивеличем (1740—1825). Вместе с сестрой Колтовской была сонаследницей медных рудников отца, взятых при Александре I под опеку казны. После долгих распрей на почве раздела наследства сестры примирились только перед смертью Колтовской, причем Надежда Алексеевна сделала первый шаг.
- Анна Алексеевна (1780—1849), с 1796 года замужем за полковником Николаем Петровичем Зубовым. Их сын, Алексей Николаевич Зубов (1798—1864) умер в чине тайного советника. Внук — саратовский губернатор А. А. Зубов.

## Надгробие
Надгробие Турчанинова на кладбище Александро-Невской лавры, датированное 1792 годом, является одним из выдающихся памятников классицизма в этом жанре. Его авторы: скульптор Иван Мартос, мастер-литейщик Э. Гастклу (подпись на подоле одеяния плакальщицы: J. Martos sculp. Fondu / par E. Gastecloux 1792), архитектор Н. П. Давыдов. Памятник выполнен из таких материалов, как бронза, мрамор, шокшинский порфир, гранит, кованое железо, медь (ограда). «Первоначально были вызолочены отдельные звенья нарядной фигурной решетки вокруг памятника. Весь её декоративный убор исполнен из листового железа путем накладки на основные чугунные конструкции, по способу русских слесарей — художников, школа которых, как предполагают исследователи, существовала до начала XIX в.»
Памятник на прямоугольном постаменте из порфира с филенками на сторонах, в кованой металлической ограде из прямых прутьев с накладными венками и розетками состоит из нескольких элементов:
- Мраморный портретный бюст покойного на круглой подставке. При реставрационных работах в 1954 подлинный бюст перенесен в экспозицию (фонды ГМГС), на памятнике заменен копией в мраморе. Нос оригинала целый[17].
- «Плакальщица» — бронзовая женская фигура, символизирующая Добродетель. Гипсовый слепок 1912 года, сделанный по заказу Академии художеств ещё в мастерской художественных отливок Д. М. Бройдо, находится в постоянной экспозиции Русского музея[18].
- «Хронос» — бронзовая сидящая мужская фигура с черепом у ног, указывающего на раскрытую книгу судеб на коленях. На страницах книги гравированная надпись: «Алексей / Федоровичь /Турчаниновъ / отъидъ отъ / сего / света на 83 мъ /году Житiя его/марта/21 го дня 1787 го/года». Гипсовый слепок 1912 года находится в постоянной экспозиции Русского музея.[18]
- Два позолоченных бронзовых барельефа с изображением античных фигур в траурной процессии (вдовы и детей заводчика). Оригиналы перенесены в музейную экспозицию Благовещенской церкви лавры (фонды ГМГС).
- На западной стороне было изображение герба (утрачено)
- На восточной была доска с надписью (утрачено): «Памятникъ сей сооруженъ / потомками здъ погребенного /въ знакъ искреннего къ нему / почитанiя и любви, онъ, имъя / дорованiй отъменныя исто / щалъ труды на многiе полуз / ныя дуяния, и оставилъ / на слъдующимъ по себъ неза/гладимую память».[15]

Надгробие А. Ф. Турчанинова в Александро-Невской лавре
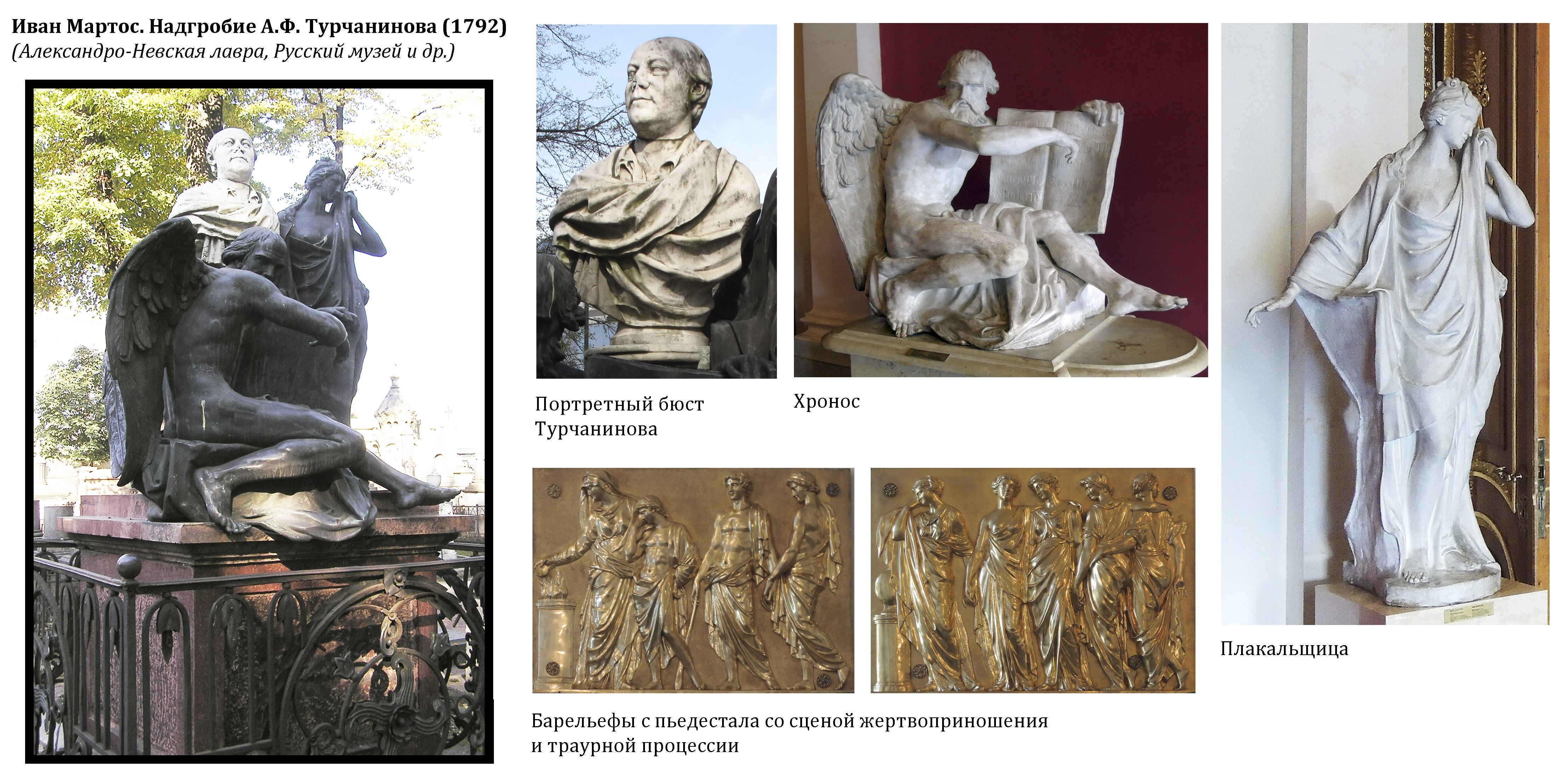
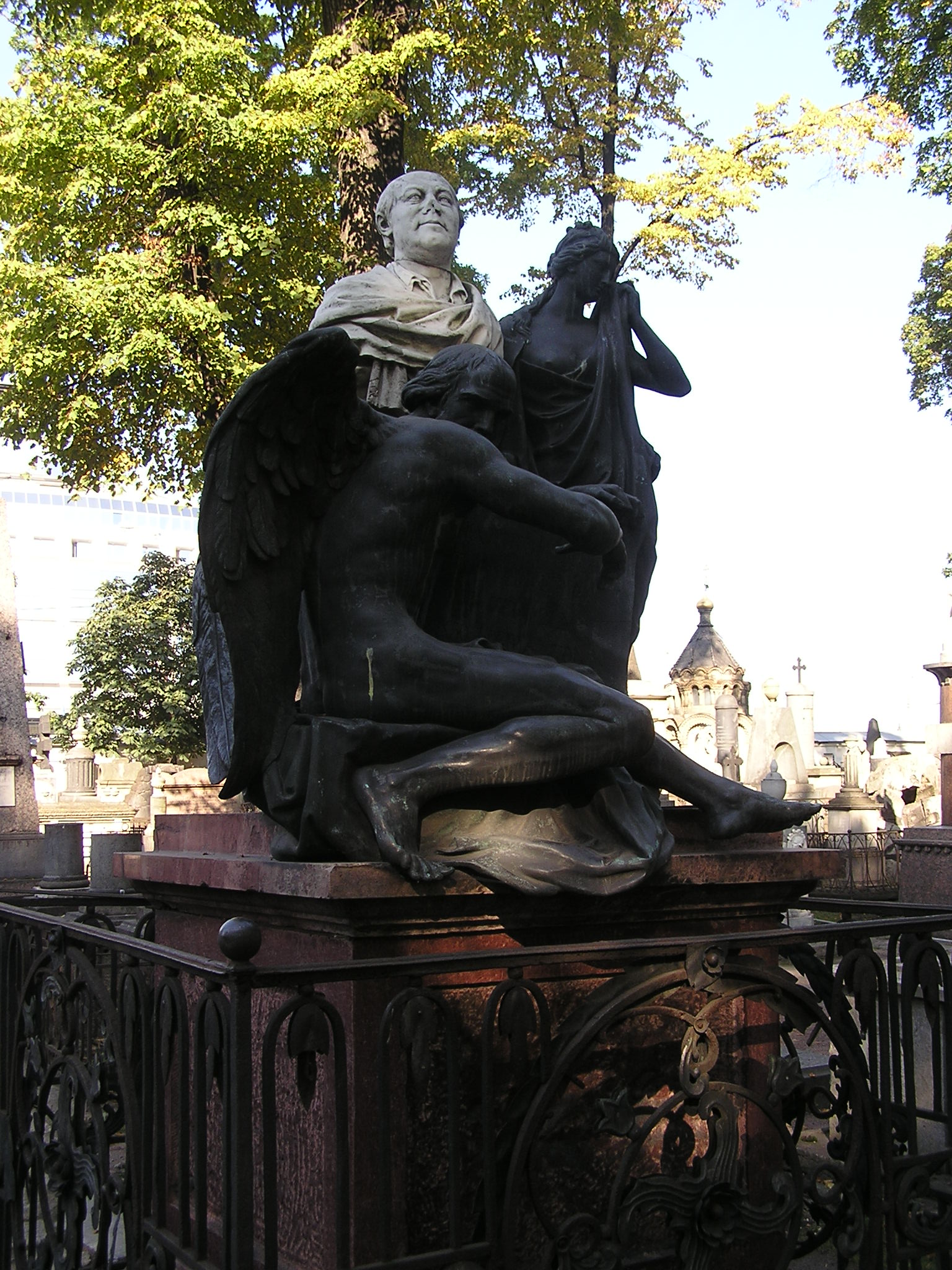
Надгробие в лавре
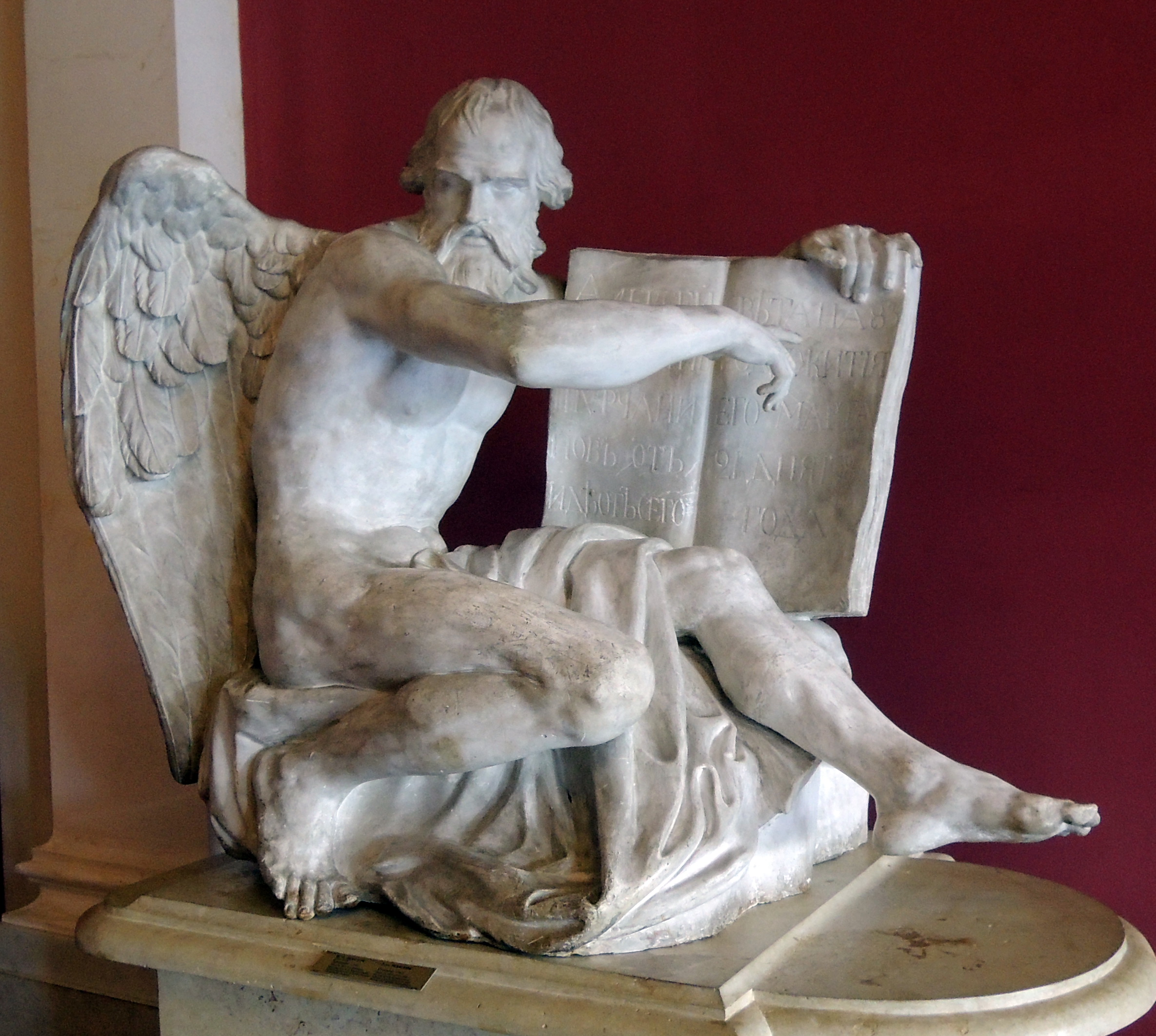
Слепок фигуры Хроноса (ГРМ)
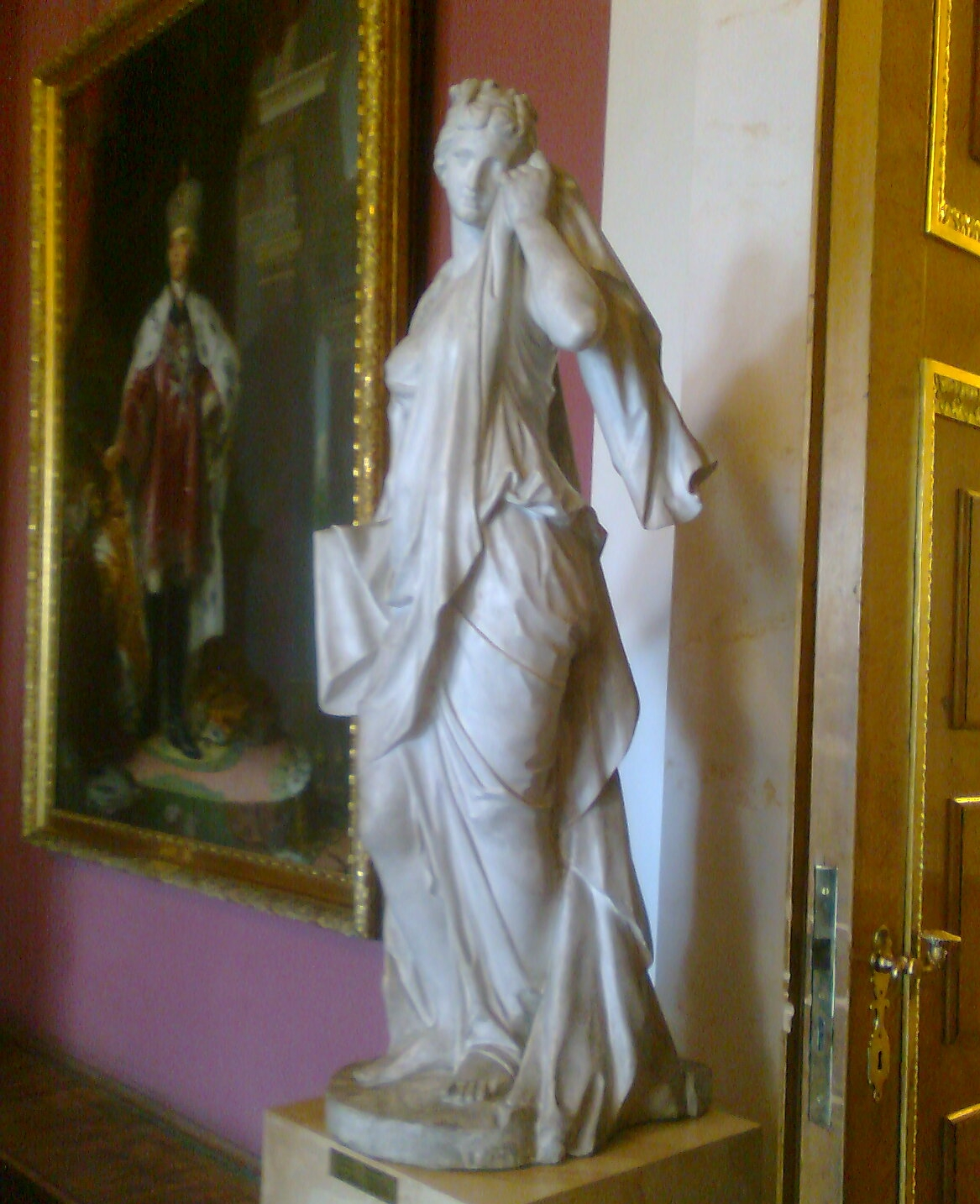
Слепок  фигуры плакальщицы (ГРМ)
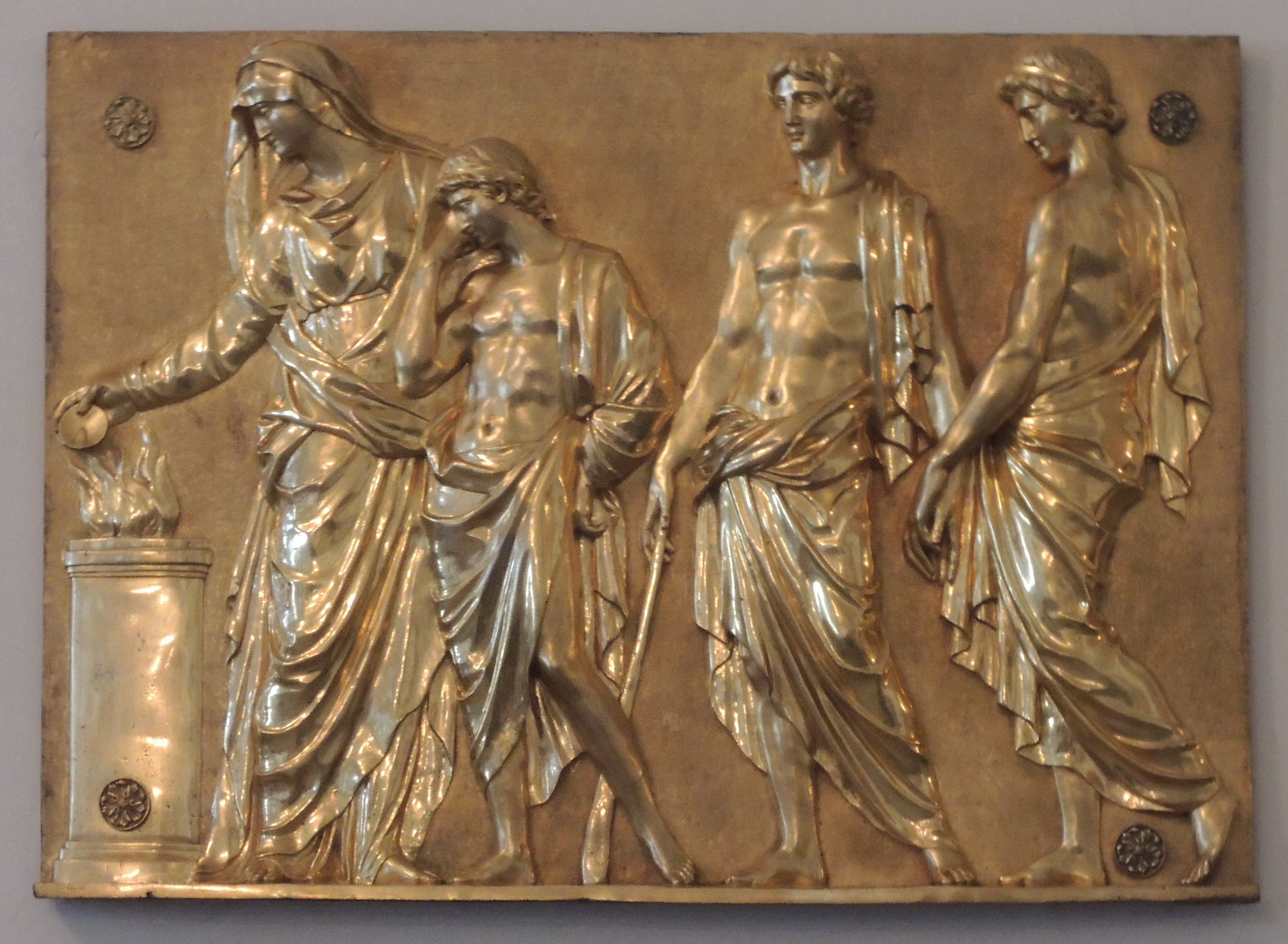
Барельеф (ГМГС)
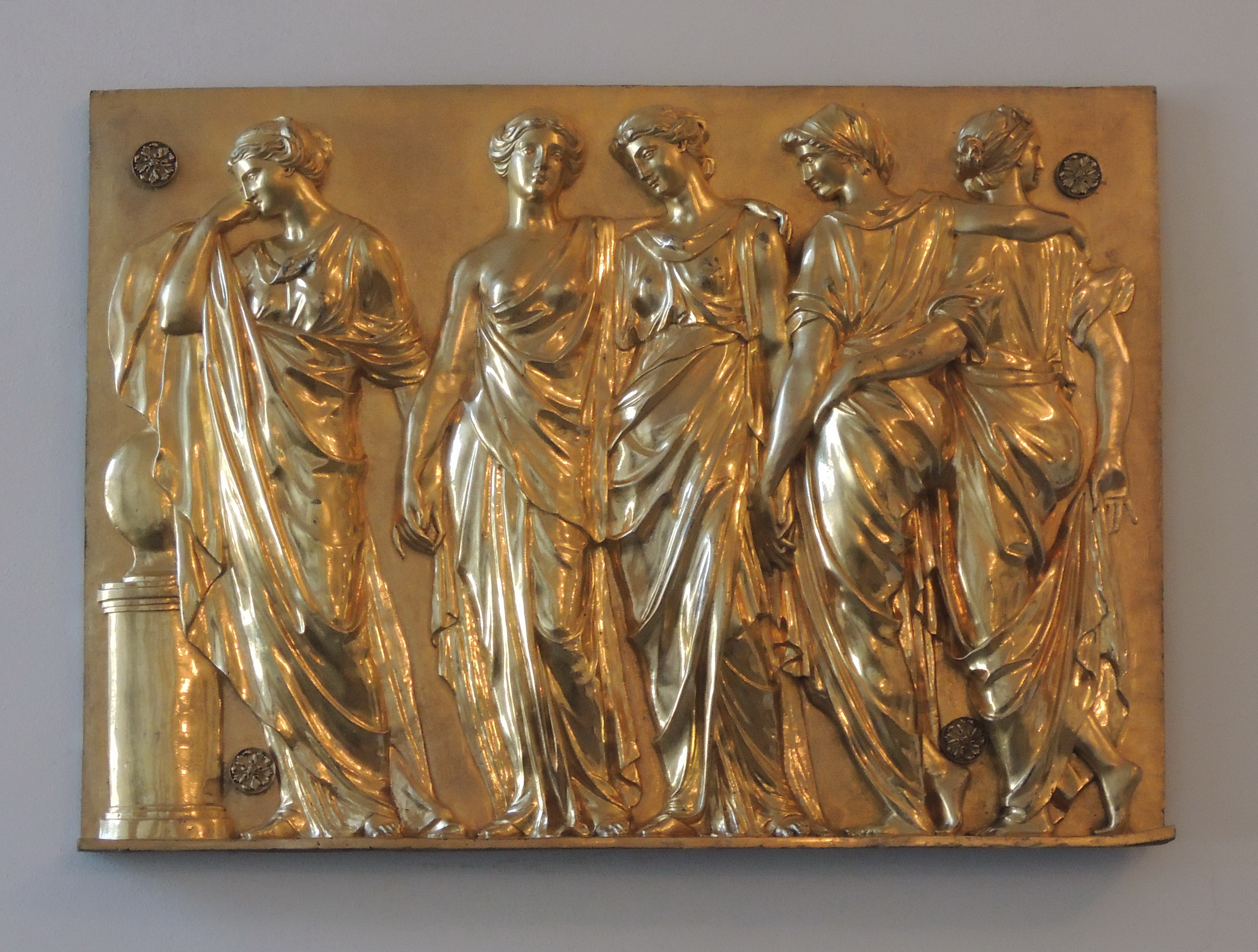
Барельеф (ГМГС)